# 박종수 (1988년)
박종수(1988년 5월 21일 ~ )는 대한민국의 전직스타크래프트 프로게이머, 프로게임단 코치이다. sOo[S.sIR]라는 아이디를 사용하며, 종족은 프로토스이다.
2004년 SouL에 입단하며 프로게이머 생활을 시작했다.
09-10시즌부터는 STX SouL의 플레잉코치로 활동한다. 프로리그에는 출전하지 않았지만, 개인리그 예선에는 꾸준히 참여했다.
SK플래닛 프로리그 11-12부터는 코치로 완전 전환되어, 프로게이머 생활을 마감했다.
2013년 9월 1일 군입대 문제 등으로 STX SouL에서 나오게 되었다.

## 수상 경력

#### 개인 경력
- 2004년 제 1회 커리지 매치 입상
- 2004년 스카이 프로리그 2004 통합 신인왕
- 2007년 2007 서울 국제 e스포츠 페스티벌 스타크래프트 256강전 32강
- 2008년 인크루트 스타리그 2008 36강
- 2008년 곰TV TG삼보-인텔 클래식 2008 시즌2 16강
- 2008년 BATOO 스타리그 08~09 36강

#### 코치 경력
- 2010년 신한은행 위너스리그 09-10 4위
- 2010년 신한은행 프로리그 09-10 3위
- 2013년 SK플래닛 스타크래프트 Ⅱ 프로리그 12-13 우승